# ルドヴィコ・ロンカッリ
ロドヴィコ・ロンカッリ（Lodovico Roncalli）もしくはルドヴィコ・アントニオ・ロンカッリ（Ludovico Antonio Roncalli, 1654年 - 1713年）は、イタリアの貴族（伯爵）・ギター奏者。
5弦ギターのための曲集《スペイン・ギターのためのカプリッチョ Capricci armonici sopra la chitarra spagnola》を1692年に出版。この曲集の6弦ギターのために近代的な譜面は、1881年にオスカル・キレソッティが編集している。原本は、パオロ・パオリーニ校訂によるファクシミリを入手することができる（フィレンツェ、1982年出版）。近代版の全曲集は、1950年代初頭に東ドイツの出版社によって刊行された。
この曲集は、9つの組曲からなり、それぞれいくつかの短い楽章を含んでいて、ギターの愛好者から非常に好まれている。個々の楽章がしばしばギター教則本に載せられることもある。そのうち《パッサカリア》は、オットリーノ・レスピーギ編曲の《リュートのための古風な舞曲とアリア 第3集》の終曲に使われて非常に有名になった。
他の盛期バロック音楽の作曲家のものと違って、ロンカッリの舞曲楽章は様式化されておらず、実際のダンスの趣きをとどめている。